# Forcipomyia terestris
Forcipomyia terestris är en tvåvingeart som beskrevs av Saunders 1964. Forcipomyia terestris ingår i släktet Forcipomyia och familjen svidknott. Inga underarter finns listade i Catalogue of Life.